# Bui
Pour les articles homonymes, voir Bui.
Le Bui est un département situé dans la région du Nord-Ouest au Cameroun. Son chef-lieu est Kumbo.

## Organisation territoriale
Le département est découpé en arrondissements et/ou 6 communes:
- Jakiri
- Kumbo
- Mbven (Mbiame)
- Nkum
- Noni (Nkor)
- Oku (Elak-Oku)

## Sources
- Décret n°2007/115 du 13 avril 2007 et décret n°2007/117 du 24 avril 2007